# Hans Hollein

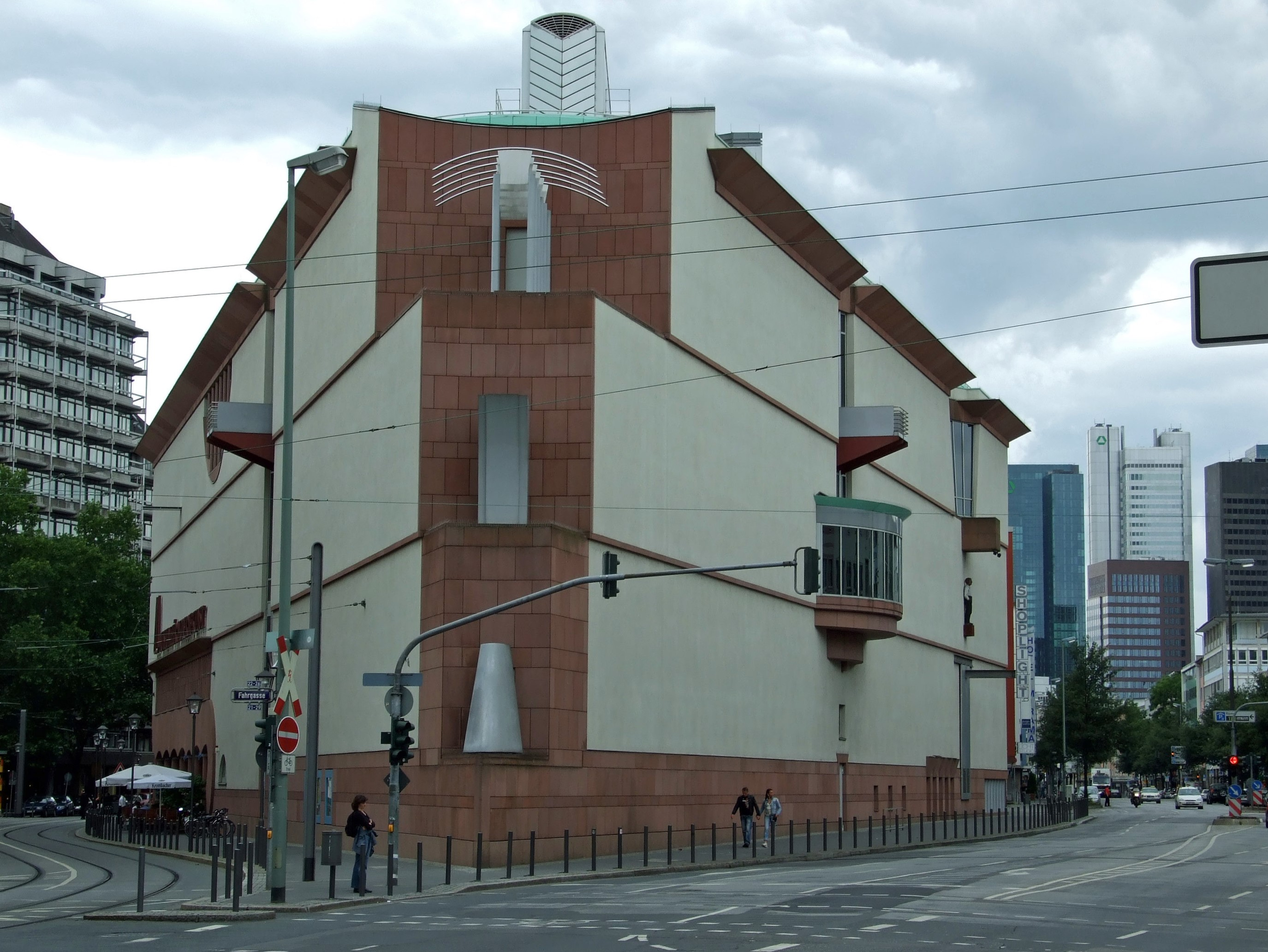
Detall del Museu d'Art Modern de Frankfurt, obra de Hans Hollein.

Hans Hollein (30 de març de 1934, Viena – 24 d'abril de 2014), fou un arquitecte i dissenyador austríac. Hans Hollein va ser alumne de Clemens Holzmeister a l'Acadèmia de Belles Arts de Viena. Posteriorment va ampliar els seus estudis al IIT de Chicago i a la Universitat de Berkeley.
Entre 1963 i 1966 va ser professor als Estats Units. Posteriorment, entre 1967 i 1976 va ensenyar a l'Acadèmia de Belles Arts de Düsseldorf. Des de 1976 és professor de la Universitat d'Arts Aplicades de Viena. Des de 2002 ocupa el càrrec de professor emèrit. El seu projecte per al Museu Abteiberg a Mönchengladbach li va consagrar com una de les figures de l'arquitectura postmoderna. El 1985 va ser reconegut amb el setè Premi Pritzker.

## Obres representatives
- Remodelació del Museu Albertina - Viena
- Hotel Hilton- Viena
- Niederösterreichisches Landesmuseum, Sankt Pölten
- Centre Europeu de vulcanologia, Alvèrnia
- Seu central d'Interbank, Lima
- Oficines al Donaukanal, Viena
- Ambaixada austríaca, Berlín
- Projecte per a un Museu Guggenheim, Salzburg
- Shedhalle, Sankt Pölten
- Ganztagsschule Köhlergasse, Viena
- Edifici Haas, Viena
- Museu del cristall i la ceràmica, Teheran
- Museu d'Art Modern de Frankfurt, Frankfurt
- Museu Abteiberg, Mönchengladbach
- Galeria Feigen a Nova York
- Comerç Retti, Viena
- Escola Donaucity, Viena